# Brett Cooper
Brett Cooper (ur. 2 lipca 1987 w Los Angeles) – amerykański zawodnik mieszanych sztuk walki wagi półśredniej i średniej. Finalista turniejów Bellator MMA podczas 8 i 10 sezonu. W przeszłości zawodnik KSW. Były mistrz organizacji Absolute Championship Berkut w wadze półśredniej.

## Kariera MMA

### Wczesna kariera
Cooper w MMA zadebiutował w 2005 roku, mając zaledwie 17 lat wygrał swoją pierwszą walkę przez TKO.

### Affliction
24 stycznia 2009 podczas gali "Affliction: Day of Reckoning", znokautował w 2 rundzie Patricka Speighta.

### Bellator MMA(dawniej Bellator Fighting Championships)

#### Ćwierćfinał turnieju w wadze półśredniej sezonu drugiego
Podczas gali "Bellator 15" w walce wieczoru przegrał niejednogłośnie z Steve’em Carlem.

#### Walki poza turniejem
W 2010 roku Cooper przeniósł się do wagi średniej. Walczył z Mattem Majorem podczas gali "Bellator 29", gdzie wygrał przez nokaut techniczny w drugiej rundzie.
W 2011 roku Cooper walczył trzy razy dla Bellatora w walkach poza turniejem. 14 maja zmierzył się z Aleksandrem Szlemienko podczas "Bellator 44", gdzie przegrał jednogłośnie na punkty. 17 września wygrał walkę technicznym nokautem w trzeciej rundzie z Valdirem Araujo podczas "Bellator 50". 19 listopada walczył z Jaredem Hessem podczas gali "Bellator 58". Po trzech rundach wygrał na punkty. 9 listopada 2012 roku na gali "Bellator 80" wypunktował Darryla Cobba.

#### Sezon ósmy turnieju wagi średniej
14 lutego 2013 Cooper walczył z Normanem Paraisysem na "Bellator 89" w ćwierćfinale turnieju, ósmego sezonu wagi średniej. Wygrał walkę jednomyślną decyzją. 7 marca 2013 Cooper zmierzył się z Danem Cramerem w półfinale podczas "Bellator 92". Pomimo przegranej dwóch pierwszych rund Cooper wygrał przez TKO w trzeciej rundzie.
W finale zmierzył się z Dougiem Marshallem i przegrał w pierwszej rundzie przez nokaut.
Pomimo przegranej w finale, Cooper został wybrany jako zastępca za Marshalla, gdyż jego były przeciwnik złamał rękę. Ostatecznie w finale przegrał ze swoim dwukrotnym pogromcą Aleksandrem Szlemienko na punkty.

#### Sezon dziesiąty turnieju wagi średniej
W marcu 2014 roku Cooper wszedł do półfinału turnieju średniej wagi. W półfinale podczas "Bellator 114" zmierzył się z weteranem UFC Kendallem Grovem. Po przegranej pierwszej rundzie, Cooper odzyskał siły by wygrać walkę przez nokaut w drugiej rundzie. 25 lipca 2014 zmierzył się z Brandonem Halseyem w finale turnieju podczas "Bellator 122". Przegrał walkę przez poddanie (balacha) już w pierwszej rundzie.

### Konfrontacja Sztuk Walki
6 grudnia 2014 w debiucie dla KSW podczas gali "KSW 29: Reload" przegrał jednogłośnie na punkty z gwiazdą polskiej sceny MMA Mamedem Chalidowem.
6 grudnia 2014 na gali "KSW 32: Road to Wembley" przegrał z brazylijskim królem nokautów Maiquelem Falcão w pierwszej rundzie przez TKO.

### Absolute Championship Berkut
Cooper podpisał kontrakt z ACB i zmierzył się z Beslanem Isaevem na gali "ACB 43". 20 sierpnia 2016 r. wygrał walkę jednogłośnie.
W swojej drugiej walce dla ACB znokautował Asłambeka Saidova w 3 rundzie podczas "ACB 50: Rasulov vs. Goltsov". Tym zdobył pas wagi półśredniej i został nowym mistrzem federacji.
W pierwszej obronie pasa zmierzył się z Mukhamedem Berkhamovem na ACB 67: Cooper vs. Berkhamov. 19 sierpnia 2017 przegrał walkę przez nokaut w drugiej rundzie, tym tracąc pas w pierwszej obronie.
Cooper zmierzył się z Sarafem Davlatmurodovem na "ACB 76: Cooper vs. Davlatmurodov". 9 grudnia 2017 r. wygrał walkę przez TKO w drugiej rundzie.

## Osiągnięcia
Mieszane sztuki walki:
- 2013: Finalista Bellator MMA ósmego sezonu w turnieju wagi średniej.
- 2014: Finalista Bellator MMA dziesiątego sezonu w turnieju wagi średniej.
- 2016-2017: Mistrz ACB w wadze półśredniej.

## Życie prywatne
Cooper jest żonaty i ma córkę.